# 分靈
分靈是中國民間信仰一種常見的傳播方式，以「根廟」神明分靈建立「支廟」。一般有「分香」和「分身」兩種形式，前者指華人移民在遷移外地前，在故土的廟宇膜拜，然後請出神明的香火袋或神符帶往遷入地，供私人拜奉；後者指在華人移民在離鄉前，在故土廟宇膜拜，然後請出一尊神像帶到遷入地，在當地建廟宇祀奉。

## 各地情況
福建民間信仰主要以分靈方式傳到台灣，除了「分香」和「分身」，還有第三種形式「漂流」。福建廟宇流行「放瘟船」驅邪，部分瘟船會飄到台灣海灘擱淺，台灣民眾會立廟，供奉瘟船上的神像。根據中華民國內政部1987年的統計，臺灣民間信仰的300多種神明，有八成是中國大陸（福建為主）的分靈。分靈過程中，形成了福建祖廟（根）、台灣開基廟（枝）、台灣分靈廟（葉）三級信仰網絡。廟宇之間為了加強聯繫，台灣各地分靈廟會定期回到福建祖廟參加祭典，以證明自身的正統性，這種活動名為「進香」。歷史上，台灣分靈廟的進香十分活躍，在1949年到改革開放期間，進香因為海峽兩岸關係不佳而中斷。香港大多數的天后廟，起源故事是因為珠江漂流而來的天后神像而建立。
新加坡昭灵庙系是福清市江兜村昭灵庙的分靈，早期是江兜移民帶著香火袋，在新加坡私人供奉。後來新加坡江兜移民不斷增加，眾人就直接請來祖籍的柳金圣侯神明的分身。中國大陸學者孟庆梓認為分靈有助於團結移居海外的華人群體，也在文化上維護華人移民和中國祖籍的認同感。